# Petit-Mars
Petit-Mars är en kommun i departementet Loire-Atlantique i regionen Pays de la Loire i nordvästra Frankrike. Kommunen ligger i kantonen Nort-sur-Erdre som tillhör arrondissementet Châteaubriant. År 2022 hade Petit-Mars 3 865 invånare.

## Befolkningsutveckling
Antalet invånare i kommunen Petit-Mars
| Referens: INSEE |